# Elise Polko

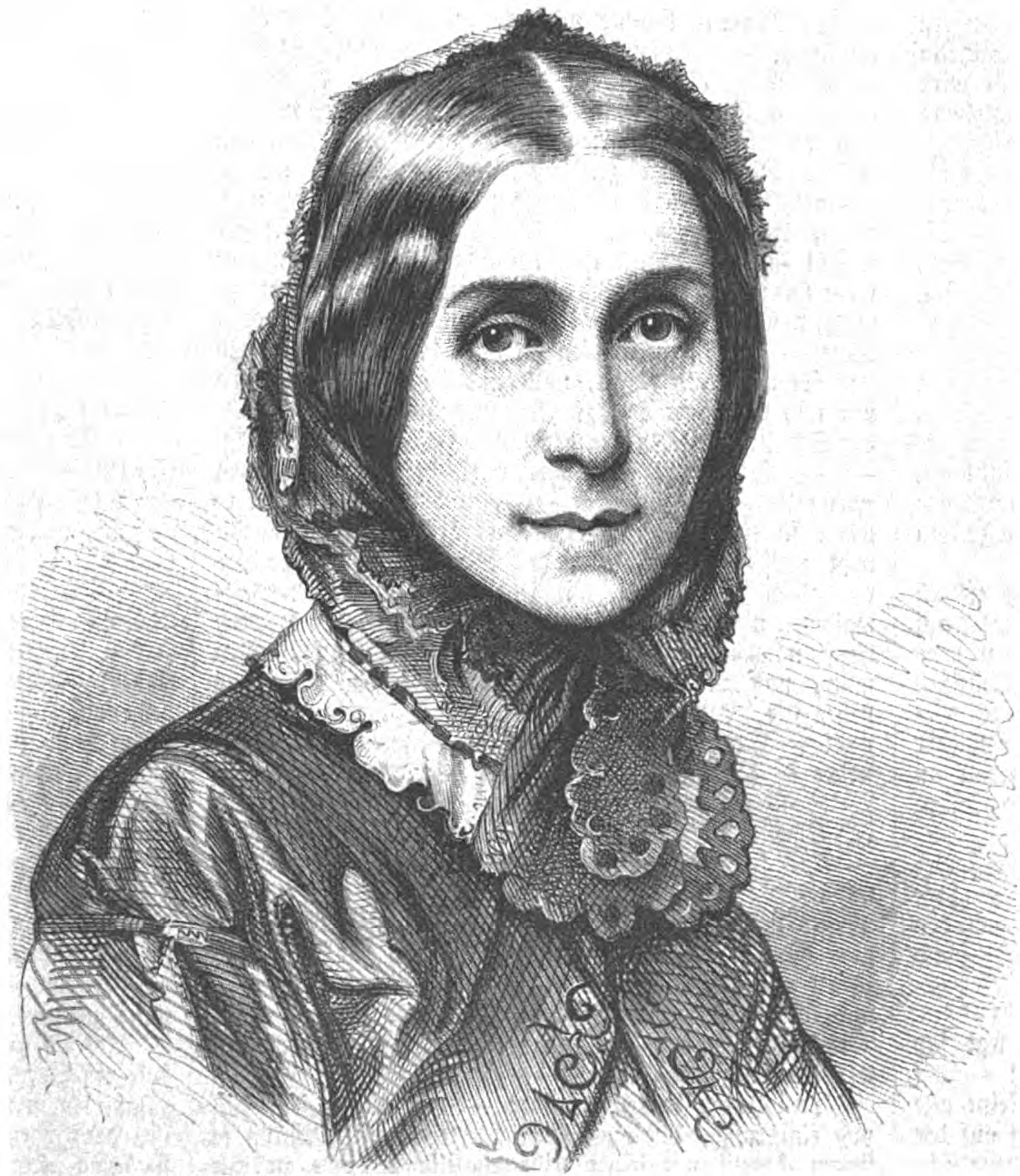
Elise Polko

Elise Polko, född Vogel 13 januari 1823 i Schloss Wackerbarth, Radebeul, Sachsen, död 15 maj 1899 i München, var en tysk författare och operasångare; syster till Eduard Vogel.
Hon visade tidigt anlag för musik och poesi, fick betydande uppmuntran av tonsättaren Felix Mendelssohn och debuterade 1847 på operan i Frankfurt am Main, såsom Pamina och Zerlina, men gifte sig 1849 med en ingenjör Polko (död 1887), övergav scenen och blev författare. Hennes svärmiska skildringar ur berömda musikers, konstnärers och skalders liv blev på sin tid mycket omtyckta av yngre kvinnor. Utöver nedanstående skrifter författade hon även romaner, noveller, barnberättelser och antologier.